# Províncias da Irlanda
A Irlanda tem sido, historicamente, dividida em quatro províncias: Connaught, Leinster, Munster e Ulster. A palavra irlandesa para esta divisão territorial, cúige, que significa literalmente "quinta parte", indica que houve outrora cinco; a quinta província, Meath, foi constituída em Leinster, com partes que foram para Ulster. As províncias da Irlanda não possuem fins administrativos ou políticos, mas funções históricas e culturais.

## História
As origens dessas províncias (vagamente como reinos federados com fronteiras pouco flexíveis), das quais havia cinco antes da invasão normanda, pode ser rastreada a partir da influência exercida em seus respectivos territórios por grandes famílias dinásticas irlandesas: os Uí Néill/O'Neill (Ulster), Uí Máeilsheáchlainn/S'Melaghlin (Mide), Uí Briain/O'Brien (Munster), Uí Conchobhair/S'Conor (Arqueiros) e Mac Murchadha-Caomhánach/MacMurrough-Kavanagh (Leinster). Um "rei dos reis", um rí ruirech, foi um rei provincial (rí cóicid) ou semiprovincial, a quem vários ruiri foram subordinados. Entidades pertencentes ao 1º e 2º milênios são listadas. Estas não pertencem ao mesmo período. Ao longo dos séculos, o número de reis provinciais variou entre três e seis. Não mais do que seis eram genuinamente rí ruirech contemporâneos, com uma média de três ou quatro. Também, após a invasão Normanda, a situação se tornou de certa forma mais condensada e complicada do que anteriormente. A invasão normanda começou em 1169, e a ocupação durou até 1541.
- Reis de Ulster
- Reis de Munster
- Reis de Mide
- Reis de Connacht
- Reis de Leinster

## Pós-invasão Normanda
No período pós-normando, as províncias históricas de Leinster e de Meath, gradualmente, se mesclaram, principalmente devido ao impacto do Pálido, que assentado ambos, formaram assim a atual província de Leinster. No início dos anais irlandês estas cinco antigas divisões políticas foram referidos como cúigí ("quintos"), tais como o quinto de Munster, o quinto do Ulster e assim por diante. Depois de gravar os tomadores de apelidaram províncias, em imitação da Roma Imperial provinciae (província).
Nos tempos modernos, eles tornaram-se associadas a grupos de condados, embora eles não têm nenhum estatuto legal. Eles hoje são vistos principalmente em um contexto esportivo, como a Irlanda do quatro de profissionais de equipes de rugby que jogam sob os nomes das províncias, e a Associação Atlética Gaélica tem separado GAA conselhos provinciais e Campeonatos Provinciais.
As províncias foram suplantadas pelo atual sistema de condados após a invasão Normanda. Durante a conquista Tudor, e por cerca de um século depois, as presidências provinciais existiam em Connacht e Munster, servindo principalmente para papel militar.
Seis dos nove condados de Ulster formam a moderna Irlanda do Norte, que faz parte do Reino Unido da Grã-Bretanha e da Irlanda do Norte. A Irlanda do norte é às vezes chamado de uma província do Reino Unido. Estes dois são termos são utilizados de forma inconsistente da palavra "província" (juntamente com o uso do termo "Ulster" para descrever a Irlanda do Norte), pois pode causar confusão.

## Bandeiras e brasões provinciais
Cada Província é hoje representado por seus próprios brasões e de bandeiras, estes são agrupados para representar Toda a Irlanda em equipes esportivas e organizações através da Bandeira das Quatro Províncias da Irlanda, e um de quatro província Escudo da Irlanda, os exemplos incluem a Irlanda nacional de hóquei em campo da Equipe Irlandesa de Curling, Liga nacional de Rugby da Irlanda e Associação Irlandesa de Boxe Amador.

Bandeira das Quatro Províncias da Irlanda

Mapa com a localização das quatro províncias com emblemas

Provincial Bandeira de Connacht
Provincial Bandeira de Ulster
Provincial Bandeira de Munster
Provincial Bandeira de Leinster
Provincial Bandeira de Meath, a antiga Quinta província da Irlanda

## Demografia e política
| Provícia | Bandeira          | Nome Irlandês             | População (2011) | Areá (km²) | PIB (euro) (2012) | PIB per capita (euro) (2012) | Densidade | Número de Condados† | Príncipal Cidade |
| --- | ----------------- | ------------------------- | ---------------- | ---------- | ----------------- | ---------------------------- | --------- | ------------------- | ---------------- |
| Leinster | Leinster          | Laighin Cúige Laighean    | 2,504,814        | 19,800     | 100 bn            | 40,000                       | 126.5     | 12                  | Dublin           |
| Ulster | Ulster            | Ulaidh Cúige Uladh        | 2,106,296‡       | 21,882     | 50 bn             | 23,000                       | 96.3      | 9                   | Belfast          |
| Munster | Munster (Irlanda) | Mumhain Cúige Mumhan      | 1,246,088        | 24,675     | 50 bn             | 40,000                       | 50.5      | 6                   | Cork             |
| Connacht | Connacht          | Connachta Cúige Chonnacht | 542,547          | 17,788     | 15 bn             | 30,000                       | 30.5      | 5                   | Galway           |
| Note 1: † "Números dos Condados" é do tradicional condados, não os administrativos. Note 2: ‡ População para Ulster é do resultado do censo de 2011 na Republica da Irlanda e do de 2011para a Irlanda do Norte. População para outras províncias e também do censo de 2011. |                   |                           |                  |            |                   |                              |           |                     |                  |

## Descrição poética
Este poema dinnseanchas chamado Ard Ruide (Ruide Promontório) poeticamente descreve os reinos da Irlanda. Abaixo é uma tradução do Antigo Irlandês:
• Connacht - no oeste da ilha, é o reino da aprendizagem, a sede dos maiores e mais sábios druidas e magos; seus homens são famosos pela sua eloquência, sua formosura e capacidade de pronunciar juízo verdadeiro.
• Ulster - no norte, é a sede do valor batalha, de arrogância, contenda, jactância; os homens de Ulster são os guerreiros mais ferozes de toda a Irlanda, e as rainhas e deusas do Ulster estão associadas a batalha e morte.
• Leinster - o reino oriental, é a terra de prosperidade, a hospitalidade, a importação de mercadorias estrangeiras ricas, como seda ou vinho; os homens de Leinster são nobres na fala e as mulheres são excepcionalmente belas.
• Munster - no sul, é o reino da música e das artes, de harpistas, de jogadores ficheall qualificados e de cavaleiros qualificados. As feiras de Munster eram as maiores em toda a Irlanda.
• O último reino, Meath, é o reino da realeza, da mordomia, da generosidade no governo; na Meath fica a Colina de Tara, a tradicional sede do Alto Rei da Irlanda. A terraplanagem antiga de Tara é chamada Rath na Ríthe ( 'anel forte dos Reis ").